# بریگاه
بریگاه (به لاتین: Barigah) یک منطقهٔ مسکونی در افغانستان است که در ولایت بامیان واقع شده‌است.